# القيامة (الإسماعيلية النزارية)
في الإسماعيلية النزارية، أُعلنَت القيامة بشكل شعائري في قلعة ألموت الجبلية عام 1164 م على يد الإمام النزاري حسن علاء ذكريه. وفقًا للروايات القياسية لعلم الآخرة الإسلامي، فإن يوم القيامة سيحدث في نهاية الزمان، وفي هذه المرحلة سيتم محاسبة الناس على أفعالهم، ومن ثم مكافأتهم أو معاقبتهم وفقًا لذلك. لكن إعلان القيامة عند النزاريين يتميز بأنه يحدث ضمن التاريخ، وبالتالي فإنه يكتسب أهمية خاصة.

## الإعلان
في 8 آب 1164، قام الحسن بجمع جماهيري في قلعة ألموت. في هذا الحفل، أعلن الحسن الثاني أن المجتمع قد وصل إلى وقت القيامة، وأن الممارسة الإسماعيلية سوف تتغير عن الممارسة الإسلامية التقليدية. وأقيمت احتفالات مماثلة في قلعة مؤمن آباد وقلعة مصياف لإعلان إلغاء الحكم في قوهستان والشام على التوالي.
في تشرين الأول 1164، جمع الحسن الثاني مرة أخرى اجتماعًا عامًا في ألموت ومؤمن آباد لإعلان القيامة، ولكن هذه المرة عرّف الحسن الثاني نفسه بأنه خليفة الله، أي أنه في الواقع عين نفسه الإمام والقائم. وبذلك أصبح الحسن الثاني أول إمام يظهر علنًا في العصر النزاري.

## الأهمية في الإسماعيلية النزارية
إن القيامة في المذهب الإسماعيلي النزاري ترمز إلى التحول الروحي. وفقًا للتفسير الإسماعيلي للشريعة الإسلامية باعتبارها تمتلك ازدواجية مميزة، فإن الشريعة العقلانية تشير إلى الآليات القانونية المدنية، بما في ذلك قوانين الملكية، وقوانين الزواج، والقوانين ضد القتل أو السرقة؛ في حين أن الشريعة المفروضة تتعلق بأمور القانون الديني والممارسة الطقسية، بما في ذلك الصيام والحج والوضوء. وبعد إعلان القيامة، ظلت الشريعة الإسلامية الرشيدة قائمة باعتبارها عنصرًا أساسيًّا في الحفاظ على النظام الاجتماعي الشرعي. لكن الشريعة المفروضة تحولت بعد ذلك لتعكس شكلًا أكثر روحانية للعبادة، مما يعكس بشكل أكبر تأكيد التقاليد الإسماعيلية على الأهمية الباطنية للشريعة، أو المعرفة التي ترمز إليها الأفعال الموضحة داخل الشريعة المفروضة. وفي هذا الصدد، لم يتم إلغاء الشريعة الإسلامية المفروضة نفسها، ولكن تم تغيير العديد من عناصرها شكليًّا. وفي ظل القيامة، أصبحت الشريعة الطقسية تعكس الآن تفسيرات وممارسات أكثر باطنية لأركان الإسلام الخمسة. على سبيل المثال، أُلغيَت أوقات معينة للعبادة (بما في ذلك الصلوات الخمس اليومية) لصالح شكل أكثر سرية من الصلاة، حيث كان المؤمن يفترض حالة دائمة من الصلاة من خلال تذكر الله وطاعة الإمام. بدلًا من الصيام الجسدي خلال شهر رمضان، تم تفسير الصيام "الحقيقي" بمعنى باطني على أنه تسليم القدرات لأمر الله طوال العام. وعلى نحو مماثل، حلت ممارسة الحج الباطني محل متطلب الممارسة الطقسية للحج، حيث يسعى المؤمن إلى التخلي عن الدنيا الفانية من أجل الدنيا الأبدية. وفي هذا الصدد، دلت القيامة على رفع العبادة الطقسية إلى مستوى أكثر روحانية، مع التركيز على ممارسة الباطن، وهو البعد الباطني للتقاليد الإسماعيلية.
تكمن أهمية القيامة أيضًا في ارتباطها بمفهوم دورات النبوة والإمامة في التقليد الإسماعيلي. فقد ورد في الآية 54 من سورة الأعراف ذكر "الستة أيام" التي خُلق فيها الكون، والتي يُفسَّر معناها الباطني (التأويل) في هذا التقليد على أنها ترمز إلى ست دورات من الوحي، يفتتح كل منها ناطق، أي نبي مُعلِنٌ عظيم. يقوم كل ناطق بصياغة التوجيه الإلهي والشريعة في صورتها الظاهرة (التنزيل). وفي التقليد الإسماعيلي، يضطلع الإمام، وهو وصيّ محمد، بتعليم التأويل الباطني للتوجيه الإلهي والشريعة، كاشفًا عن معانيها الباطنة.
وبعد زمن النبي محمد، الذي يُمثّل الدورة السادسة من دورات النبوة (التي سبقتها دورات آدم، ونوح، وإبراهيم، وموسى، وعيسى)، تبدأ الدورة السابعة مع قيام الناطق السابع، المعروف باسم "قائم القيامة"، الذي يكشف تأويل جميع الوحي ويقيم العدل على الأرض. وقد عكست دعوة الإمام الحسن على ذكره السلام إلى القيامة هذه الدورة السابعة، حيث مثّل الإمام القائم أو المُقيم للقيامة، وأعلن رسميًا ابتداء زمن القيامة.
إلى جانب أهميتها الطقوسية، عبّرت دعوة الحسن إلى القيامة عن نهاية المرحلة الأولى من دَور السَّتر، أي فترة الغيبة، التي كان فيها الأئمة الإسماعيليون مستترين عن أتباعهم جسديًا. وفي هذا السياق، مثّلت القيامة حالة انتقالية في الحياة أزالت حجاب التقيّة (الستر أو الكتمان)، ومهّدت الطريق للوصول الأوسع إلى الحقيقة (الحقيقة الباطنية)، مما أتاح لأتباع الإمام فهم دعواهم إلى الجنة بصفتهم "أهل الترتيب" أو نخبة البشرية.
وبالتالي، غيّرت القيامة مفهوم الستر في التقليد الإسماعيلي؛ فلم يعد يُفهم على أنه غياب جسدي للإمام، بل أصبح يُعبّر عن ستر الحقائق الروحية، أي الحجب الباطني للمعارف الإلهية.

وفقًا لفرهاد دفتري:
اعتمادًا بشكل كبير على التأويل الإسماعيلي، أي التفسير الباطني، واستنادًا إلى التعاليم والتقاليد الإسماعيلية السابقة، فُسّرت القيامة عند النزاريين تفسيرًا رمزيًا وروحيًا. فقد كانت تعني، في جوهرها، تجلي الحقيقة المكشوفة (الحقيقة) في شخص الإمام الإسماعيلي النزاري. ومن هذا المنطلق، كانت قيامة روحية خاصة بالنزاريين أينما وُجدوا. وبعبارة أخرى، فإن من أقرّ بإمامة الإمام النزاري أصبح قادرًا على إدراك الحقيقة، أو الجوهر الباطني للدين، وبالتالي تحقّقت لهم الجنة في هذا العالم المادي نفسه.
إن التفسير "الرمزي" و"الروحي" للقيامة يتعلق بجدلية الظاهر ("الظاهري" أو "الباطن")، وهي مفاهيم أساسية في الفكر العقائدي الإسماعيلي. ومن حيث المعتقدات والممارسة الدينية، فإن هذا يعني أن الشريعة ("القانون الديني")، والممارسات المرتبطة بها من التقية ("الإخفاء الديني خوفًا من القتل السني")، قد أُلغيَت لاستيعاب الحقيقة ("الحقيقة الإلهية"). كما يوضح مارشال هودجسون:
لقد جاء انتهاء العمل بالتقيّة بصورة طبيعية مع ظهور القائم، إذ إن سلطته الظاهرة والشاملة جعلت التقيّة غير ضرورية لحماية المؤمنين. غير أن معنى التقيّة في هذا السياق لم يعد مقتصرًا على حماية الحقيقة الدينية الباطنة لرسالة عليّ من أعين أهل السنّة التي قد تقتلهم. بل إن جميع المظاهر الخارجية التي كانت الشيعة تشترك فيها - بدرجات متفاوتة - مع أهل السنّة، أصبحت تُختزل في الوعي الإسماعيلي الشعبي على أنها نتاج التقيّة المفروضة. وفي زمن القيامة، كان التقليد الإسماعيلي العالِم، ممثلًا في شخصية حسن الثاني، يُقرّ بشكل غير مباشر بصحة هذا التصوّر. فقد أُعلِن رفع التقيّة متزامنًا مع رفض الشريعة الظاهرة بكاملها. ومن رحمته، منح الإمام أتباعه الإذن بأن يحيوا دون عبادة شعائرية، وأن يكتفوا بالروح وحدها، بعد أن كان ذلك محظورًا عليهم من قبل. لقد أصبح من الممكن تقديم نهاية الشريعة باعتبارها نتيجة طبيعية للقيامة؛ ولا شك أن كثيرين فهموها على هذا النحو؛ إذ لا وجود للشرائع في الجنة.